# Lime Lake (Nueva York)
Lime Lake es un lugar designado por el censo ubicado en el condado de Cattaraugus en el estado estadounidense de Nueva York. En el año 2010 tenía una población de 867 habitantes.

## Geografía
Lime Lake se encuentra ubicado en las coordenadas 42°25′45.09″N 78°29′25.29″O / 42.4291917, -78.4903583.